# 김만유
김만유(金萬有, 1914년~2005년 12월 26일)는 한국의 의사이자 기업인, 독립운동가이다.

## 생애
1932년, 만보산 사건이 발발하자 이를 규탄하는 격문 2,000여 매를 제작해 거리에 배포하다가 종로경찰서 고등계에 체포되어 경성복심법원에서 징역 1년형을 선고 받아 김천소년형무소에 수감되었다.
출소 후에는 의사로 활동하며 도쿄에 니시아라이병원을 건립하기도 했다. 해방 이후에는 재일본조선인연맹의 무임소위원을 맡았다.
1946년 10월 10일, 그는 김천해와 함께 《해방신문》을 발간해 친일파와 민족반역자들을 숙청해야 한다고 강력히 주장했다.
1982년에는 재일본조선인총연합회 결성 이래 최고액 헌금인 22억엔을 기증했으며, 1986년 조선민주주의인민공화국 평양 문수거리 대동강변에 김만유병원을 건립하며 명예원장을 맡았다. 이에 조선민주주의인민공화국 당국은 그에거 ‘인민의사’ 칭호와 ‘조선 교수’ 칭호를 부여했다.

## 같이 보기
- 김만유병원
- 니시아라이병원